# Prudentópolis (gemeente)
Prudentópolis is een gemeente in de Braziliaanse deelstaat Paraná. De gemeente telt 51.008 inwoners (schatting 2009).

## Aangrenzende gemeenten
De gemeente grenst aan Cândido de Abreu, Guamiranga, Guarapuava, Imbituva, Irati, Ivaí en Turvo.